# Xã Cutler, Quận Franklin, Kansas
Xã Cutler (tiếng Anh: Cutler Township) là một xã thuộc quận Franklin, tiểu bang Kansas, Hoa Kỳ. Năm 2010, dân số của xã này là 798 người.